# Nuorgam

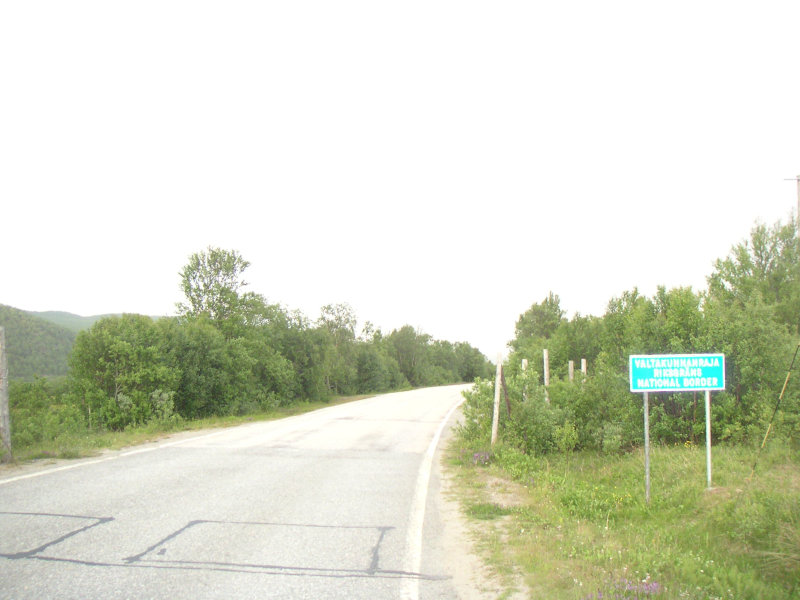
Finsko-norská hranice u Nuorgamu

Nuorgam (severosámsky Njuorggán) je vesnice v obci Utsjoki na severu Finska v kraji Lappi. Má přibližně 200 obyvatel. Nachází se nedaleko nejsevernějšího bodu Finska, a tím zároveň nejsevernějšího bodu Evropské unie. Nachází se zde také nejseverněji položený obchod s alkoholickými nápoji v EU.

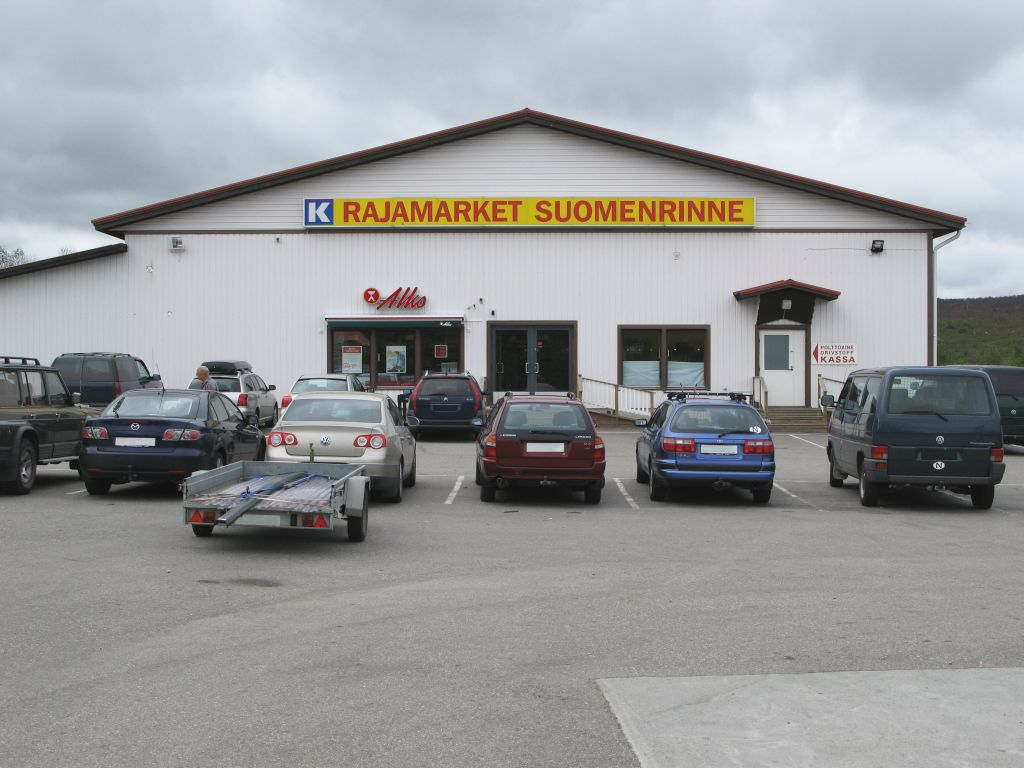
Nejseverněji položený obchod s alkoholem v Evropské unii.